# 마테우스 메리안

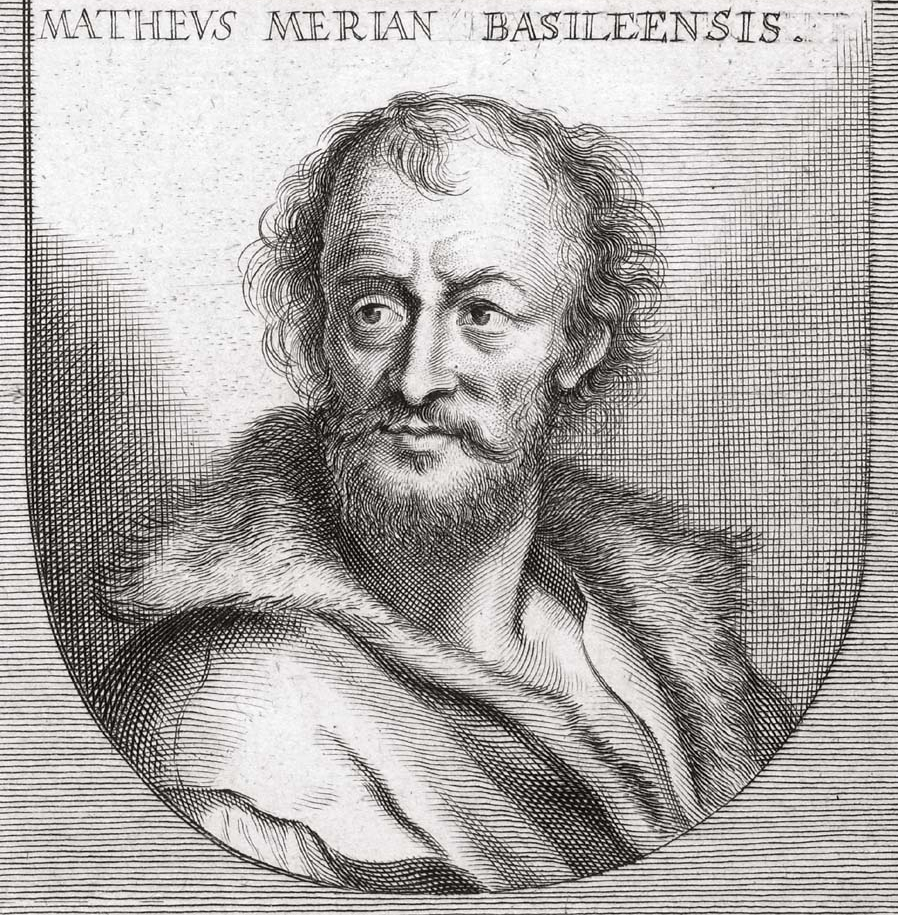
마테우스 메리안

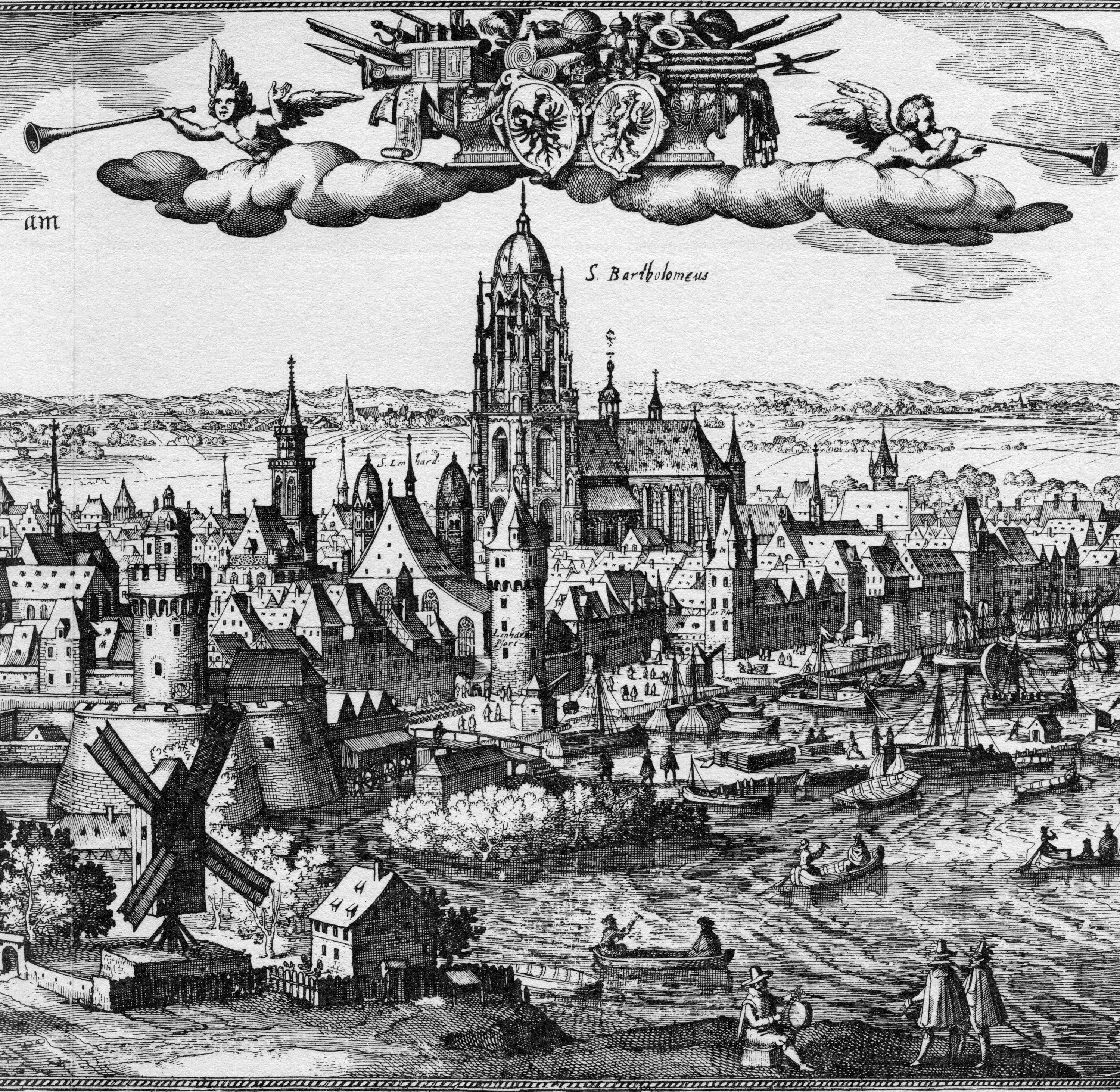
마테우스 메리안이 그린 프랑크푸르트암마인 시가지

마테우스 메리안(독일어: Matthäus Merian, 1593년 9월 22일 ~ 1650년 6월 19일)은 스위스의 판화가, 지도 제작자이다.

## 생애
바젤 태생이며 취리히에서 동판화 인쇄술을 전공했다. 프랑스 스트라스부르, 낭시, 파리에서 인쇄술을 전공했고 1615년에 바젤로 귀환했다. 1616년에는 독일 프랑크푸르트암마인에서 출판업자인 요한 테오도어 데 브리(Johann Theodor de Bry)가 운영하는 출판사에서 근무했다.
1617년에는 요한 테오도어의 딸인 마리아 마그달레나 데 브리(Maria Magdalena de Bry)와 결혼했고 1620년에는 바젤로 귀환했다. 1621년에는 훗날 판화가로 성장한 아들인 마테우스 메리안 데어 윙게레(Matthäus Merian der Jüngere)를 낳았다. 1623년 장인인 요한 테오도어가 사망하자 프랑크푸르트로 귀환했다. 1626년 프랑크푸르트암마인 시민권을 취득하면서 독자적인 출판사를 설립했다.
1647년에는 훗날 생물학자 겸 삽화가로 성장한 딸인 마리아 지빌라 메리안(Maria Sibylla Merian)을 낳았다. 1650년 투병 생활 끝에 비스바덴 근교에 위치한 바트슈발바흐(Bad Schwalbach)에서 사망했다.